# Mongoose
Mongoose — бренд велосипедов, принадлежащей компании BMX Products, Inc. основанной Скипом Хессом в 1974 году в Сими-Валли. В первое время компания выпускала литые магниевые колеса Motomag, созданные Скипом специально для ВМХ рэйсинга. В 1976 году компания начинает производство собственных велосипедных рам под брендом Mongoose.
Официальное сообщество в России